# Мастоцитоз

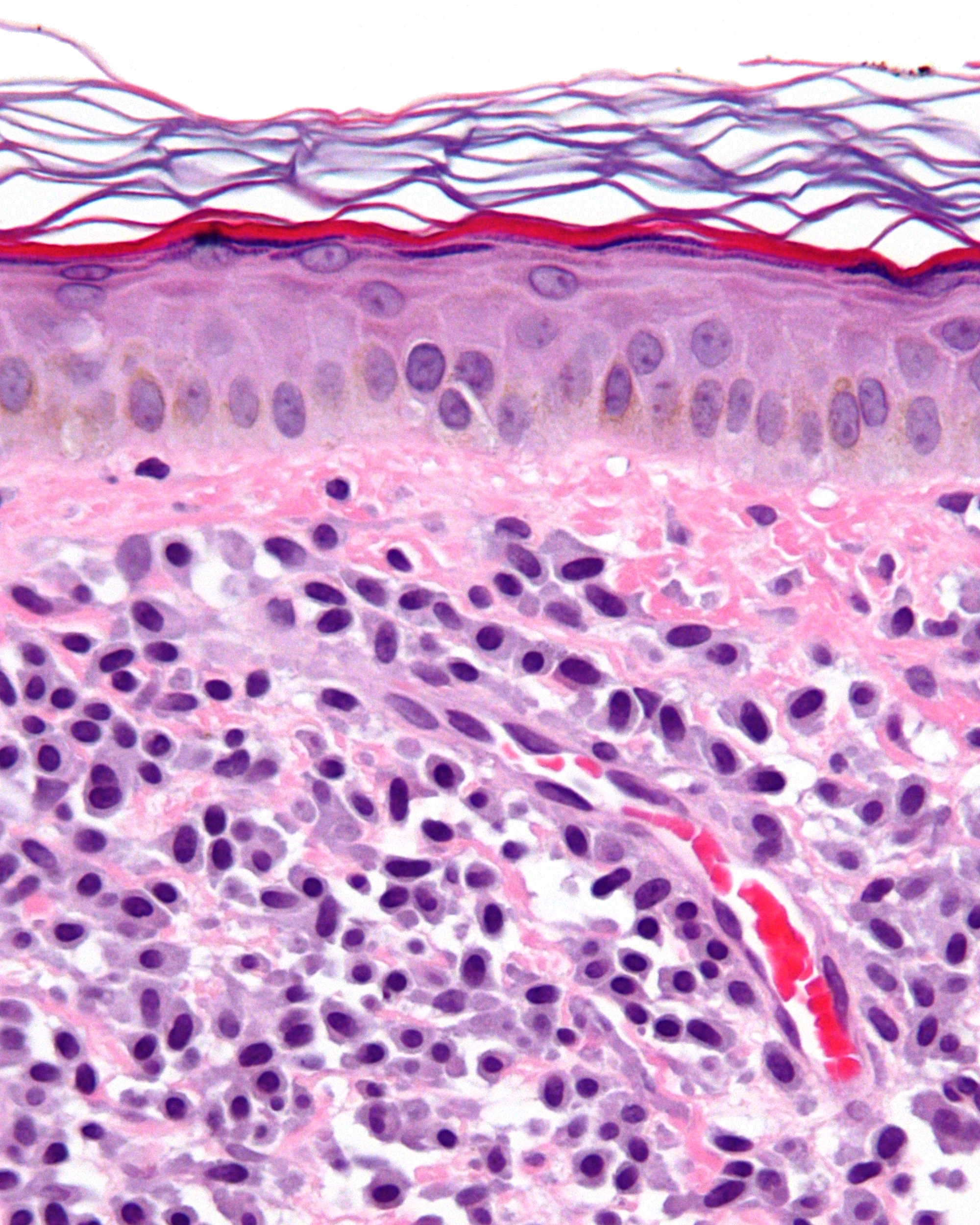

Мастоцитоз — хронічне захворювання, що уражає шкіру, а також внутрішні органи, кістки. У його основі лежать патологічні процеси, зумовлені акумуляцією і проліферацією опасистих клітин (або лаброцитів / мастоцитів) і вивільненням з них біологічно активних речовин. Найчастішими різновидами хвороби є плямистий і папульозний мастоцитоз, нерідко поєднуються один з одним і відомі як пігментна кропивниця, що характеризується поширеними та рясними синюшно-рожевими, надалі коричнево-бурими плямами та папулами невеликих розмірів і округлих обрисів. Висипання виникають зазвичай за типом багаторазових атак з короткими ремісіями. Перебіг невизначене. Пігментна кропив'янка, що виникла в ранньому дитячому віці, — особливо в грудному, до початку пубертатного періоду часто зазнає спонтанного регресу. У дорослих вона відрізняється наростаючою вагою.
Рідше мастоцитоз проявляється вузлами розміром від горошини до бобу, зазвичай коричнево-жовтуватого забарвлення, нерідко зливаються, особливо у великих складках, в обширні конгломерати; бульбашками, що виникають, як правило, в ранньому дитячому віці і нашаровуються найчастіше на інші варіанти цього захворювання; дифузними вогнищами з чіткими кордонами, при збільшенні розмірів і числа яких може сформуватися еритродермія; Мастоцитома, що має схожість з гістіоцитоми або невокарциномою; стійкою плямистої телеангіектазії у вигляді різної величини і обрисів плям, що складаються з густо переплетених телеангіоектазій на пігментованій тлі. До змін шкіри можуть приєднатися ураження внутрішніх органів (особливо печінки і селезінки), периферичної крові та кісткового мозку та інші загальні порушення з можливим летальним результатом.
Висипання при терті, тиску, теплових процедурах та інших подразниках стають яскраво-червоними, набряклими і сверблять (феномен Дар'ї-Унни). Діагноз завжди вимагає гістологічного підтвердження.
| захворювання | Це незавершена стаття про хворобу, синдром або розлад. Ви можете допомогти проєкту, виправивши або дописавши її. |